# アインシュタイン多様体
微分幾何と数理物理において、アインシュタイン多様体（アインシュタインたようたい、Einstein manifold）は、リッチテンソルが計量テンソルに比例するリーマン多様体もしくは、擬リーマン多様体である。通常、一般相対論で研究する 4次元のローレンツ多様体とは違い、この条件は、符合と同様に計量の次元も任意であることが可能であるにもかかわらず、この条件と計量が（宇宙定数を持つ）真空のアインシュタイン方程式の解であることとが同値であるとの理由から、アインシュタイン多様体はアルベルト・アインシュタイン(Albert Einstein)の名前に由来している。
M が基礎となる n-次元多様体で、g がその計量テンソルであれば、アインシュタインの条件は、ある定数 k が存在し、
{\displaystyle \mathrm {Ric} =k\,g,}
であることを意味する。ここに、Ric は g のリッチテンソルを表わす。k = 0 であるアインシュタイン多様体は、リッチ平坦多様体と呼ばれる。

## アインシュタインの条件とアインシュタイン方程式
局所座標により、(M, g) がアインシュタイン多様体である条件は、単純で、
{\displaystyle R_{ab}=k\,g_{ab}}
である。両辺のトレースをとると、アインシュタイン多様体の比例定数 k はスカラー曲率 R に
{\displaystyle R=nk}
により関係付けられる。ここに n は M の次元である。
一般相対論では、宇宙定数 Λ と持つアインシュタイン方程式は、幾何学単位系 G = c = 1 と用いると、
{\displaystyle R_{ab}-{\frac {1}{2}}g_{ab}R+g_{ab}\Lambda =8\pi T_{ab},}
である。エネルギー・運動量テンソル Tab は、基礎となる時空の物質とエネルギーの有様を与える。真空（時空に物質のない領域）では、Tab = 0 であり、アインシュタイン方程式を（n > 2 とすると）
{\displaystyle R_{ab}={\frac {2\Lambda }{n-2}}\,g_{ab}}
と記述できる。従って、アインシュタイン方程式の真空解は、宇宙定数との比例定数 k をもつ（ローレンツ）アインシュタイン多様体であう。

## 例
アインシュタイン多様体の例を挙げる。
- 定数断面曲率（英語版）(constant sectional curvature)を持つ任意の多様体は、アインシュタイン多様体である。特に、
  - ユークリッド空間、この空間は平坦で、リッチ平坦な単純な例である。よってアインシュタイン計量である。
  - n-球面、Sn、周囲の計量が k = n − 1 のアインシュタイン計量である。
  - 双曲空間（英語版）(Hyperbolic space)、標準的な計量はアインシュタイン計量で負の値の k をもつ。
- 複素射影空間、フビニ・スタディ計量をもつ CPn．
- カラビ・ヤウ多様体は、アインシュタイン定数 k = 0 を持つケーラー多様体でもあり、アインシュタイン計量を持つ。そのような計量は、一意ではないが、族をなす。カラビ・ヤウ計量はすべてのケーラークラスに存在し、複素構造の選択に依存しない。たとえば、K3曲面上のそのような計量は 60個のパラメータを持つ族で、等長や利スケールにより関連付けられないアインシュタイン計量は 57個のパラメータの族である。

閉じた向き付け可能な 4次元多様体がアインシュタイン多様体である必要条件は、ヒッチン・ソープ不等式(Hitchin–Thorpe inequality)を満たすことである。

## 応用
4次元リーマンアインシュタイン多様体は、重力の量子論の重力インスタントンとして数理物理学でも重要である。重力インスタントンという言葉は、普通、ワイルテンソル(Weyl tensor)が自己双対となっているアインシュタイン 4-次元多様体に限定して使われ、計量が 4次元ユークリッド空間の標準計量に漸近近似している（従って、完全計量(complete metric)であるが非コンパクトである）。微分幾何学では、4-次元の自己双対アインシュタイ多様体は、リッチ平坦な場合は超ケーラー多様体としも知られ、そうでない場合は四元数ケーラー多様体(quaternion Kähler manifold)として知られている。
高次元のローレンツアインシュタイン多様体は、弦理論、M-理論や超重力理論のような現代の重力理論で使われる。（アインシュタイン多様体の特別な種類である）超ケーラー多様体や四元数ケーラー多様体も、超対称性をもつ非線型シグマモデルのような対象空間での物理学で応用を持つ。
コンパクトなアインシュタイン多様体は、微分幾何学で研究されており、多くの例が知られているが、それらを構成することはチャレンジングなことである。コンパクトリッチ平坦多様体は、特に見つけることが困難で、ペンネームのアーサー・ベッセ(Arthur Besse)のこの主題の単行本には、新しい例を発見すると読者にはミシュランの星(Michelin star)での食事が提供されます。